# Park Narodowy Mercantour

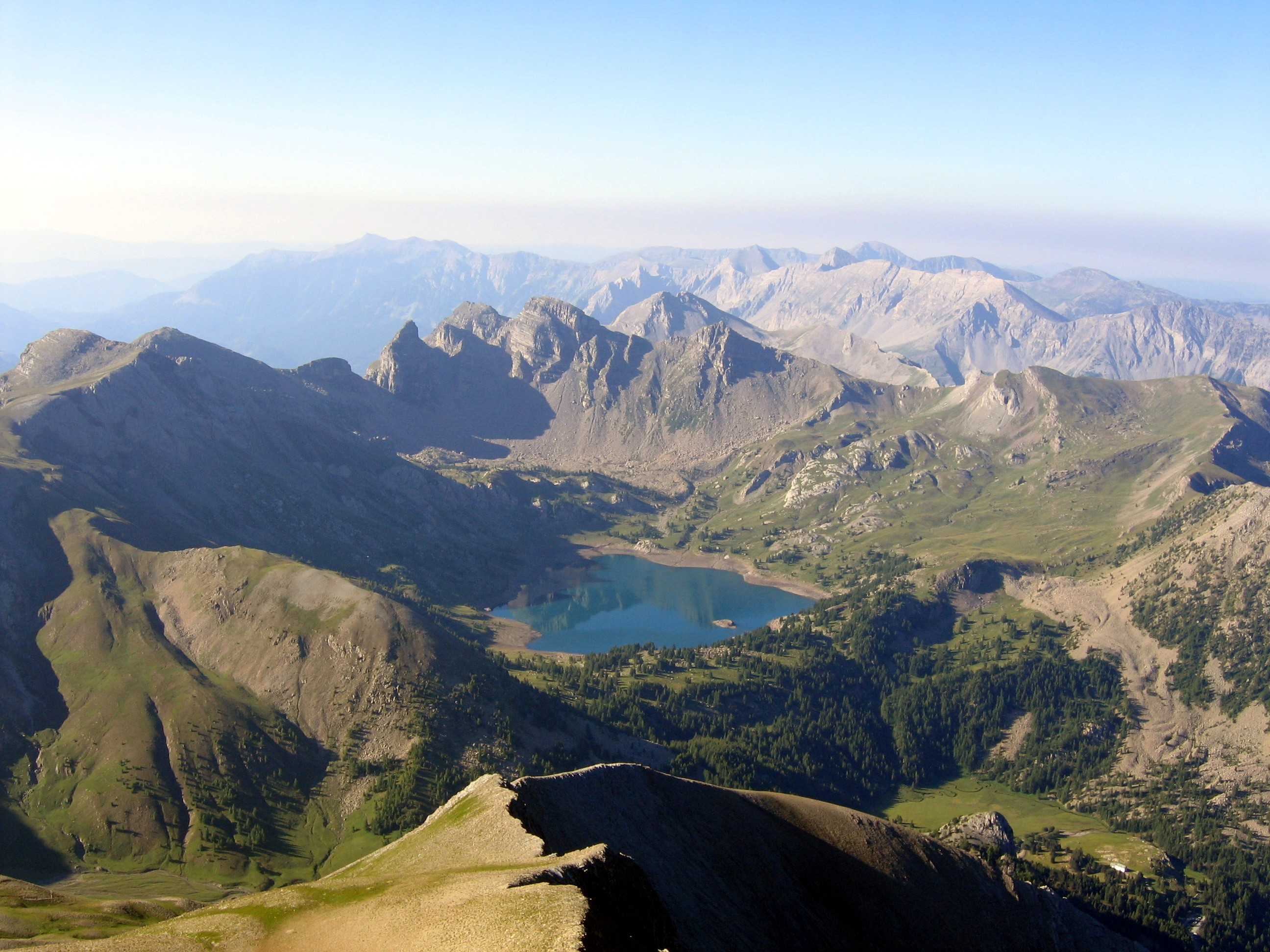
Szczyt Pelat

Park Narodowy Mercantour (fr. Parc national du Mercantour) – park narodowy znajdujący się we francuskich
Alpach Nadmorskich. Rozpościera się na terenach departamentów Alp Nadmorskich i Alp Górnej Prowansji w regionie Prowansji-Alp-Lazurowego Wybrzeża. Park obejmuje większe części dolin rzek: Ubaye, Tinée, Var, Cians, Vésubie i Roya. Nazwa Parku Narodowego pochodzi od masywu górskiego o tej samej nazwie.
Najwyższym szczytem w Alpach Nadmorskich jest Monte Gelàs, który ma wysokość 3143 metrów, następne sześć szczytów, przekraczają 3000 metrów, między innymi Monte Clapier, który ma 3045 metrów.

## Historia
W 1849 r. tereny dzisiejszego parku stanowiły część hrabstwa Nicei, należącego do Królestwa Sardynii. U początków zainteresowania ochroną przyrody regionu Mercantour i l'Argentery stał „Król myśliwy” czyli Wiktor Emanuel II, dla którego terytorium Valdieri i Entracque było ulubionym terenem łowieckim.
Po Układzie z Plombières w 1858 r. w zamian za francuską pomoc w zdobyciu Lombardii w czasie wojny z Austrią i zjednoczeniu Włoch Królestwo Sardynii odstąpiło w 1860 r. Francji ziemie księstwa Sabaudii i hrabstwa Nicei. Na osobistą prośbę Wiktora Emanuela II, który pragnął zachować swoje ulubione tereny łowieckie, Napoleon III zgodził się wyłączyć z tego górną część doliny Roya w rejonach Tende i La Brigue oraz ok. 30 tys. ha okolicznych gór. W ten sposób znaczna część masywu Mercantour wraz z sąsiednim masywem Argentera znalazła się pod ochroną jako Riserva Reale di caccia di Valdieri-Entracque.
W wyniku traktatu pokojowego pomiędzy Włochami a państwami sprzymierzonymi, który został podpisany w Paryżu 10 lutego 1947 roku Włochy musiały zwrócić Francji dawne królewskie tereny łowieckie. Pomimo pewnych prób chronienia tego terenu, podejmowanych przez administrację francuską, był on, zwłaszcza w pierwszych latach powojennych, intensywnie penetrowany przez przemytników i kłusowników, a miejscowa populacja kozic i koziorożców stanęła na krawędzi zagłady.
Dopiero działalność kilku zaangażowanych osób, takich jak doktor Louis Fulconis, mer Saint-Martin-Vésubie i M. Dugelay, przedstawiciel rządowej administracji Wód i Lasów (fr. Les Eaux et Forêts) doprowadziła do powołania 27 kwietnia 1953 r. rezerwatu przyrody Boréon. Park Narodowy Mercantour został założony w 1979 jako Park dwóch stref. Szczególnie chroniona strefa parku liczy 68 500 hektarów, strefa zewnętrzna ma 146 500 hektarów. Istnieje też ścisła praca z włoskim zarządem parku, Parco Naturale delle Alpi Marittime, który od 1987 ustalił umownie zasady współpracy z parkiem francuskim. Oba zarządy razem współpracują nad tworzeniem Europejskiego Parku Narodowego.

## Prehistoryczne strony
We wschodniej części parku leży szczyt Monte Bego (2 872 m), który przez rodzimych pasterzy uważany jest za święty. Tutaj też znajdują się doliny Vallée des Merveilles (Dolina cudów) i Vallée de Fontanalba (Dolina białego źródła), które znane są z tego, że na ich terenie znaleziono ponad 35 000 petroglifów z epoki brązu. Ryciny znajdują się na wysokości pomiędzy 2 100 a 2600 m n.p.m. i zostały prawdopodobnie namalowane lub wyryte przez pasterzy tam mieszkających, w okresie około 1800-1500 r. p.n.e. Pomiędzy tymi motywami znajdują się zwierzęta, ludzie, figury geometryczne, narzędzia i broń. Od 1989 petroglify są chronione przez Pomnik przyrody.

## FloraiFauna

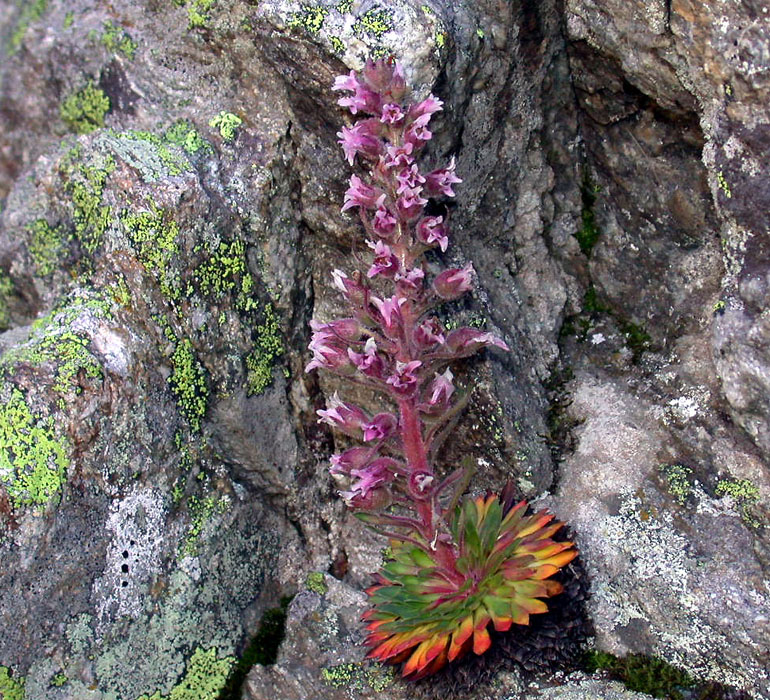
Saxifraga florulenta

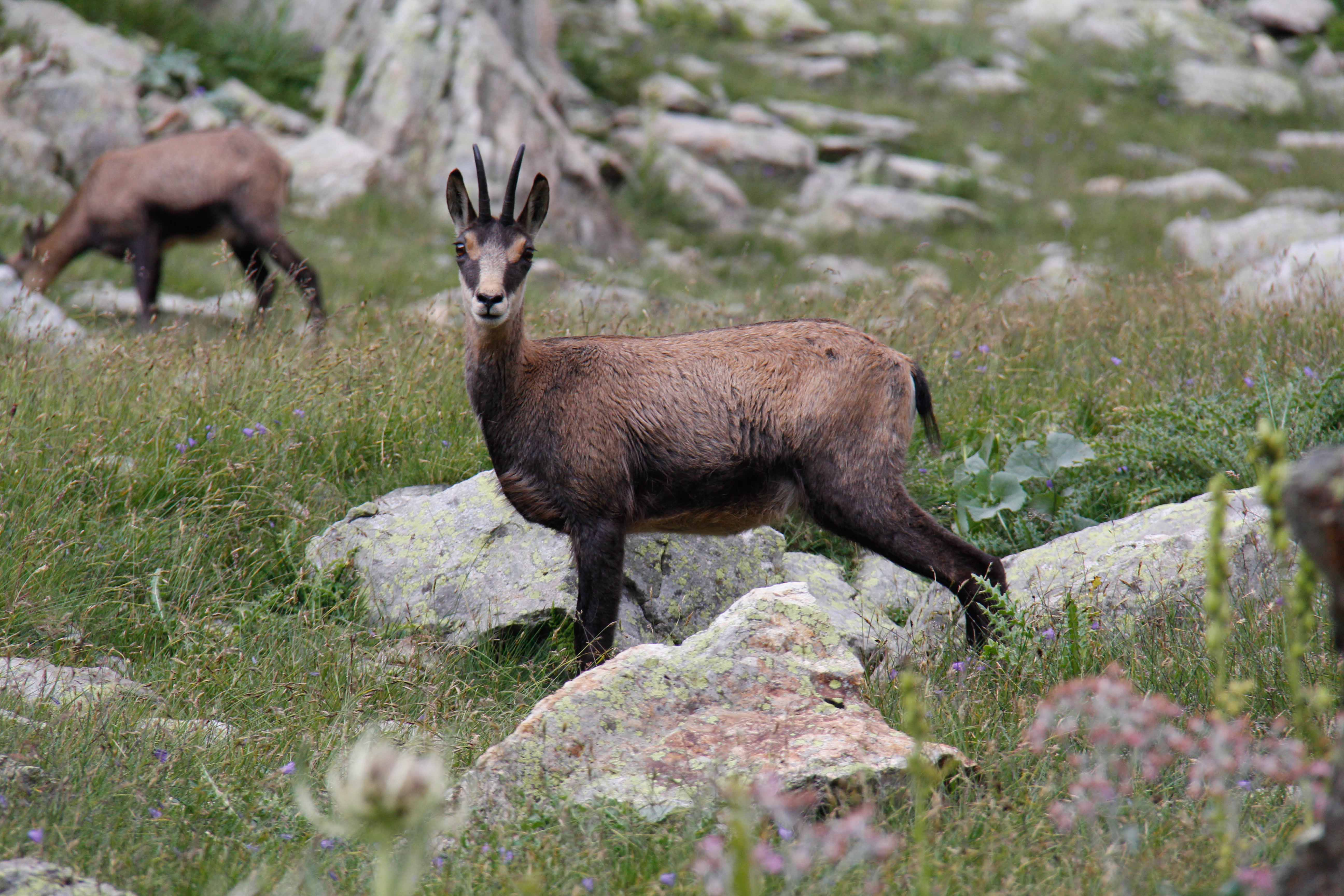
Kozica

Park Narodowy Mercantour posiada bogatą gatunkowo florę, ponad 2000 gatunków roślin, z których 40 jest endemicznych. Najbardziej znaną rośliną endemiczną jest Saxifraga florulenta, rodzaj rośliny skalnicowatej, która po około trzydziestu latach jeden raz zakwita i potem umiera.
W parku żyją kozice północne, koziorożce alpejskie, orły przednie, orłosępy, świstaki, muflony śródziemnomorskie, głuszce zwyczajne i kilka wilków apenińskich. Przesiedlanie koziorożców alpejskich zaczęło się już w 1921. Około 20 zwierząt z tego obszaru przeniesiono do Parco Nazionale del Gran Paradiso.
Wilki
Imigracja wilków z Włoch stosowana była już w 1992. Od około 2015 przesiedlano 50 wilków. W 2012, przy ok. 100 000 owcach 6000 z tego zostały rozszarpane przez wilki.

## Natura i ochrona środowiska
W 1993 Park Narodowy Mercantour dostał przez Radę Europy Europejski dyplom dla obszarów chronionych.

## Turystyka[4]
- Szczyt Monte Mounier (2 818 metrów);
- Największe naturalne górskie jezioro Lac d’Allos (2 230 metrów).

Trasy odległe i dalekobieżne
W Parku Narodowym Mercantour oznaczono 600 kilometrów szlaków turystycznych. Szlaki turystyczne dalekobieżne GR 5, Via Alpina, GR 52 i GR 52A biegną przez park.